# Suwaiq Club
Al-Suwaiq Club (ar. نادي السويق) – omański klub piłkarski grający w pierwszej lidze omańskiej, mający siedzibę w mieście As-Suwajk.

## Historia
Klub został założony w 1972 roku. W swojej historii klub czterokrotnie wywalczył tytuł mistrza Omanu w sezonach 2009/2010, 2010/2011, 2012/2013 i 2017/2018. Zdobył również dziewięć Pucharów Omanu w 2008, 2012 i 2017 oraz Superpuchar Omanu w 2013.

## Sukcesy
- Oman Professional League:

mistrzostwo (4):  2009/2010, 2010/2011, 2012/2013, 2017/2018
- Puchar Omanu:

zwycięstwo (3):  2008, 2012, 2017
- Superpuchar Omanu:

zwycięstwo (1): 2013
finał (4): 2009, 2010, 2011, 2017

## Stadion
Domowe mecze klub rozgrywa na stadionie o nazwie Stadion As-Sib, położonym w mieście As-Sib. Stadion może pomieścić 14000 widzów.